# Cléophas Kamitatu
Pour les articles homonymes, voir Kamitatu.
Cléophas Kamitatu-Massamba est un ancien homme politique de la république démocratique du Congo né en 1931 et mort en 2008. 

## Biographie
Sénateur et membre du Parti démocrate et social chrétien, M. Kamitatu a été ministre des Affaires étrangères du Gouvernement Kimba en 1965, ministre de l’Environnement en 1982 et gouverneur de la ville de Kinshasa et président provincial du Parti solidaire africain. Il est décédé le 12 octobre 2008 en Afrique du Sud.

## Œuvres
- La grande mystification du Congo-Kinshasa – Les crimes de Mobutu, Paris, Maspero, 1971.
- Problématique et rationalité dans le processus de nationalisation du cuivre en Afrique centrale: Zaïre [1967] et Zambie [1969], 1976.
- Zaïre, le pouvoir à la portée du peuple, Paris, L’Harmattan, 1977.
- Kilombo Ou le prix à payer pour rebâtir la R-D CONGO, Paris, L'Harmattan, 2007.